# Cucullia falcata
Cucullia falcata är en fjärilsart som beskrevs av Ronkay 1987. Cucullia falcata ingår i släktet Cucullia och familjen nattflyn. Inga underarter finns listade i Catalogue of Life.